# Shakurspeare
Albums de 2Pac & Born Busy
Pac's Life
(2006)
Shakurspeare serait le nom d'un projet avorté de compilation album posthume du rappeur Tupac Shakur, contenant des enregistrements de jeunesse. Initialement prévu pour la date anniversaire de sa mort, l'album semble avoir été avancé au 16 juin 2010 avant d'être abandonné. Par la suite, six chutes de studio a cappella ont été lâchées sur internet, probablement utilisées pour ce projet.
On y devait retrouver les tout premiers enregistrements audio de Tupac datant de 1987-1988, alors qu'il s'appelait encore MC New York et rappait pour le groupe Born Busy. Le groupe incluait entre autres son ami d'enfance Dana Smith aka Mouse Man au rap et au beatbox, Ace Rocker au rap et DJ Plain Terror aux platines. Le titre de l'album viendrait de la peinture du même nom de Darrin Bastfield, ancien membre du groupe et aujourd'hui CEO de Born Busy Rec. La cover de l'album était ainsi inspirée de cette peinture qui sera vendue en édition limitée, et rendait hommage à William Shakespeare. Tupac, à 17 ans, avec Darrin voulait devenir un acteur shakespearien accompli. Tupac aurait joué dans une mise en scène d'une pièce de Shakespeare à l'école d'arts de Baltimore. Darrin Bastfield a tenu en personne à masteriser les sons, « J'étais présent lorsque Tupac s'est pour la première fois entendu rapper sur un enregistrement. Au moment où il s'était assis dans la cafétéria de la Baltimore School for the Arts, c'était comme s'il avait du mal à croire que c'était lui qu'il entendait. Tupac était vraiment stupéfié en s'écoutant rapper, je veux que les gens entendent Tupac comme un jeune artiste lors de ses tout premiers enregistrements en s'éclatant comme jamais, rappant sur les problèmes typiquement américains, et le plus important, il lance un "message de paix" de sa propre initiative, comme s'il était déjà une grande star du rap avec une réputation derrière. »
 Shakuspeare  devait commémorer la 14e année de la disparition du célèbre rappeur et acteur américain.

## Liste des titres prévus
Born Busy sessions * with Ace Rocker, Mouse Man & DJ Plain Terror
Chek It Out
That's My Man Throwing Down
I Saw Your Girl
Terrors on The Table
Babies Having Babies
Freestyles
- Ces six morceaux ont été lâchés sur le net en 2010 sous forme a cappella (mixtape non-officielle titrée "The Born Busy Sessions"). Il a été dit que les enregistrements complets avaient été détruits dans un incendie (mais ce pourrait être une confusion : Chopmaster J a également dit avoir cru perdre des enregistrements de jeunesse de 2Pac dans l'incendie de sa maison). L'album prévu proposait très certainement des versions remixées.

(titres bonus ? provenant également de sources a cappella ?)
1. Back In The Day
2. War Games